# Wacław niemodliński
Wacław (ur. ok. 1345, zm. październik 1369) – książę niemodliński w latach 1362/5-1369 (współrządy z braćmi Bolesławem II i Henrykiem), od 1364 roku w wyniku podziału księstwa bytomskiego po wymarciu tamtejszej linii Piastów samodzielny książę gliwicki, lennik czeski.
Wacław był drugim pod względem starszeństwa synem Bolesława Pierworodnego i Eufemii wrocławskiej. Podobnie jak o reszcie Piastów niemodlińskich o Wacławie wiemy niezwykle mało. Około 1364 w związku z wymarciem bytomskiej linii Piastów został księciem gliwickim do czego przyczynił się zawarty w bliżej nie wiadomym momencie ślub z księżniczką bytomską Eufemią (Ofką). Pomiędzy 1362 a 1365 rokiem do tytułu księcia gliwickiego Wacław w związku ze śmiercią ojca dołożył tytuł księcia niemodlińskiego. Początkowo władza była tylko czysto formalna, gdyż ster rządów w księstwie objął starszy brat Bolesław II. Dopiero kiedy w 1367 lub 1368 roku zmarł Bolesław II Wacław objął pełnię rządów. Niepodziewanie młody jeszcze książę zmarł w czerwcu 1369 roku. Z małżeństwa z Eufemią Wacław nie pozostawił potomstwa, a wdowa kilka lat później wyszła za mąż za Bolka III Ziębickiego. Po śmierci Wacława Gliwice zostały przejęte przez książąt oleśnickich, zaś Niemodlin odziedziczył młodszy brat Henryk.